# أوليفر أغابيتو
أوليفر أغابيتو (6 أكتوبر 1973 في الفلبين - ) هو لاعب كرة سلة فلبيني في مركز الوسط.